# (4219) Nakamura
(4219) Nakamura es un asteroide perteneciente al cinturón de asteroides, descubierto el 19 de febrero de 1988 por Masaru Inoue, y el también astrónomo Osamu Muramatsu desde el Yatsugatake-Kobuchizawa Observatory, Japón.

## Designación y nombre
Designado provisionalmente como 1988 DB. Fue nombrado Nakamura en honor al empresario japonés Giichi Nakamura propietario de la empresa "Mitaka Koki", dedicada a la fabricación de instrumentos de óptica.